# Tayfur Sökmen

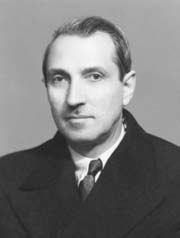
Tayfur Sökmen

Tayfur Sökmen (* 1892 in Gaziantep, Türkei; † 3. März 1980 in İstanbul) war ein türkischer Politiker und der erste und einzige Präsident des 1938 und 1939 bestehenden Staates Hatay.

## Leben
Sökmen absolvierte die Grundschule in Kırıkhan, danach bekam er Privatunterricht. Während des Ersten Weltkrieges war Sökmen im osmanischen Geheimdienst (Teşkilat-ı Mahsusa) tätig. Nach dem Krieg beteiligte er sich am Türkischen Befreiungskrieg gegen die französische Besatzung im Sandschak Alexandrette. 
Während der Jahre 1924 bis 1926 hielt sich Sökmen in Wien auf. 1927 lebte er für kurze Zeit wieder im Sandschak Alexandrette, wo er aber dem Druck der französischen Besatzungsmacht ausgesetzt war. Deshalb lebte er zuerst in Gaziantep, Adana und zuletzt in İstanbul.
1935 wurde er als unabhängiger Abgeordneter für die Provinz Antalya in die Große Nationalversammlung der Türkei gewählt. Am 2. September 1938 wurde der Staat Hatay ausgerufen und Tayfur Sökmen wurde Präsident. Nachdem am 29. Juni 1939 sich Hatay an die Türkei anschloss, endete seine kurze Präsidentschaft. Bis 1950 war Sökmen Abgeordneter für die Provinz Antalya und von 1950 bis 1954 für die Provinz Hatay. Nach 1975 zog er sich aus der Politik zurück und starb am 3. März 1980 in İstanbul.

## Werke
- Hatay'ın kurtuluşu İçin Harcanan Çabalar (1978) – Die Bemühungen für die Befreiung Hatays, Ankara 1992. ISBN 975-16-0499-0.